# Batalla de Sacheon
La batalla de Sacheon fue una batalla naval que enfrentó el 29 de mayo de 1592, cerca de Sacheon, a una armada coreana de 27 navíos de guerra mandada por el Almirante Yi Sun Sin contra una flota japonesa de 12 barcos. La batalla terminó con victoria coreana y fue la primera que conseguía este país durante las Invasiones japonesas a Corea (1592 - 1598).

## Antecedentes
El 23 de mayo de 1592, 158.850 soldados de Japón desembarcaron en Corea con la misión de conquistar el país. Era el comienzo del ambicioso plan del daimyō Toyotomi Hideyoshi de conquistar Asia. Operando en dos grupos principales bajo las órdenes de los dos mejores generales de Hideyoshi, Konishi Yukinaga y Katō Kiyomasa, los invasores arrasaron ciudades fortificadas y vencieron a las tropas de milicia a una velocidad sorprendente gracias al fuego de los mosquetes japoneses. En junio de 1592 los japoneses ya habían ocupado Seúl, y el rey coreano, Seonjo, había escapado al norte del territorio coreano. Para finales de julio, el general japonés Konishi Yukinaga tomó Pionyang. En agosto el avance japonés llegaba desde el río Yalu hasta Manchuria y el rey coreano tuvo que huir del país mientras los japoneses se ensañaban con la población civil.
Mientras en tierra las cosas iban bastante bien para los japoneses, en el mar, el comandante Won Kyun tuvo un primer encuentro con los japoneses que acabó en desastre para los coreanos debido a la indecisión de su almirante. Sin embargo Yi Sun Sin asumió la ofensiva y cayó sobre las fuerzas japonesas estacionadas en Okpo que se habían entretenido en cargar el botín. Si en tierra los infantes coreanos caían impotentes ante el fuego del arcabuz, en el mar, los cañones coreanos mostraron su superioridad. En los días siguientes la flota coreana hundió 37 barcos japoneses sin perder ninguno, cañoneándolos desde lejos.
Al llegar a Sacheon los samuráis japoneses desconocían lo sucedido en Okpo.

## Armadas rivales
Al parecer, el comandante Yi Sun Sin contaba para la batalla con 24 barcos más otros tres que se le unieron de la flota de Won Kyun supervivientes del primer encuentro con los japoneses. De los veintisiete barcos solo uno sería un prototipo de barco tortuga (Kobukson). El resto de los barcos más los tres del escuadrón de Won Kyun serían del tipo Panokseon.
El Panokseon era un barco pesado con cubierta techada. Para evitar el abordaje, los coreanos, los crearon con los macarrones altos para que fuera casi imposible abordarlos. Su fuerza residía en su potencia artillera. Su tamaño podía variar desde los 15 m. en la línea de flotación hasta los 35 m. Los remeros se situaban en la cubierta inferior y los infantes de marina se situaban en la superior manejando los cañones en número de 125. En el nivel más alto del barco había una combinación de atalaya y puente de mando donde se situaban los capitanes.

El barco tortuga se inspiró en un barco chino conocido como Meng Chong y que tenía una cubierta superior recubierta con una funda de cuero resistente al fuego y estaba construido con la finalidad de embestir. Los barcos tortuga eran más ligeros y más rápidos que los panokseon.

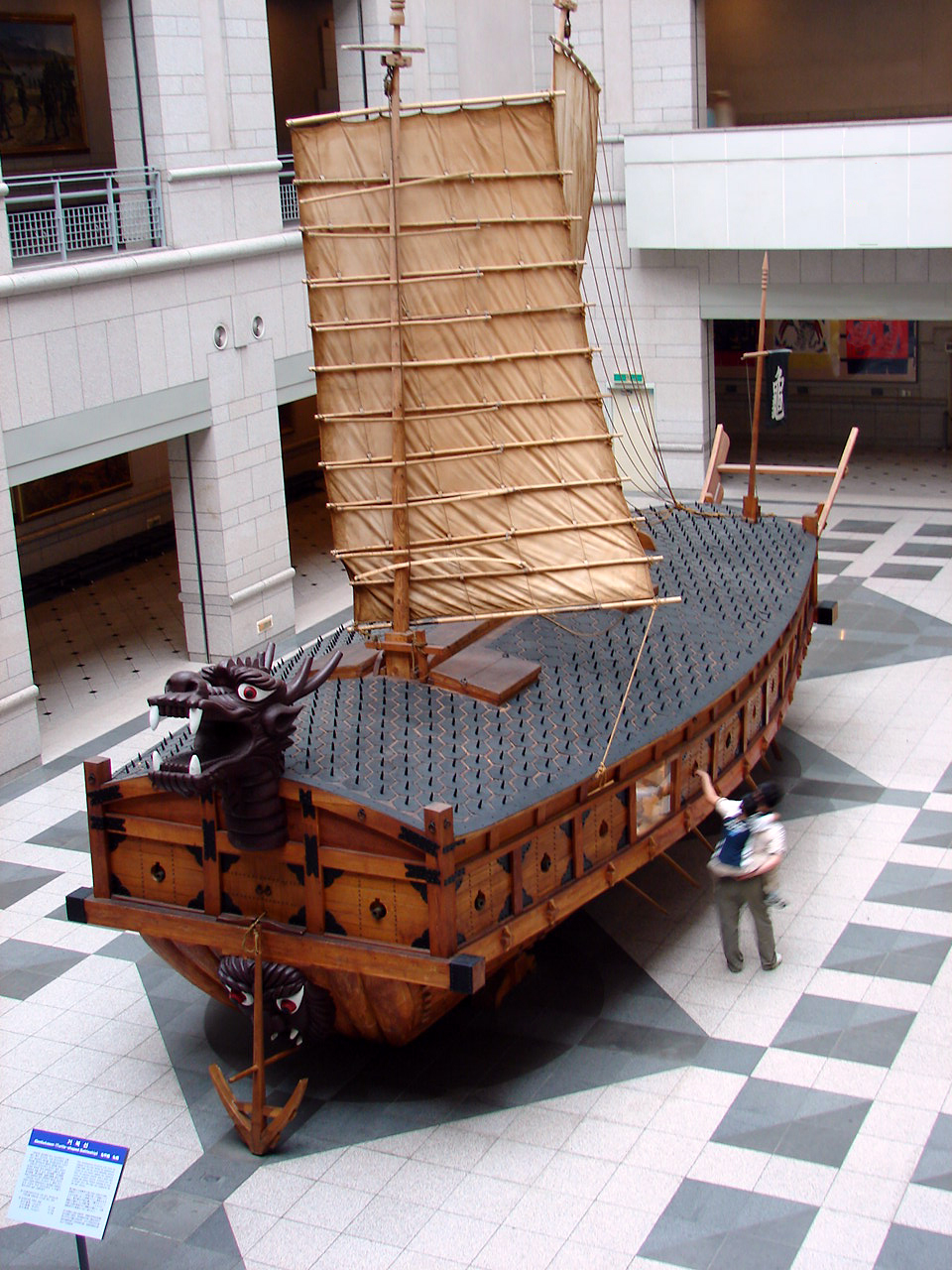
Recreación de un barco tortuga.

 Los remeros y los infantes se situaban en una única cubierta superior rectangular mientras que en la inferior se encontraban los camarotes. El barco se encontraba recubierto con placas de hierro a prueba de proyectiles incendiarios o los tiros de arcabuz y poseía picas ocultas para empalar el pie de los soldados que intentasen abordar el barco. En la proa de los barcos se situaban unas cabezas de dragón que escondían cañones.

Los japoneses por su parte contaban con 12 barcos conocidos como Atake Bune y a simple vista eran bastante parecidos a los panokseon pero tenían esenciales diferencias. 

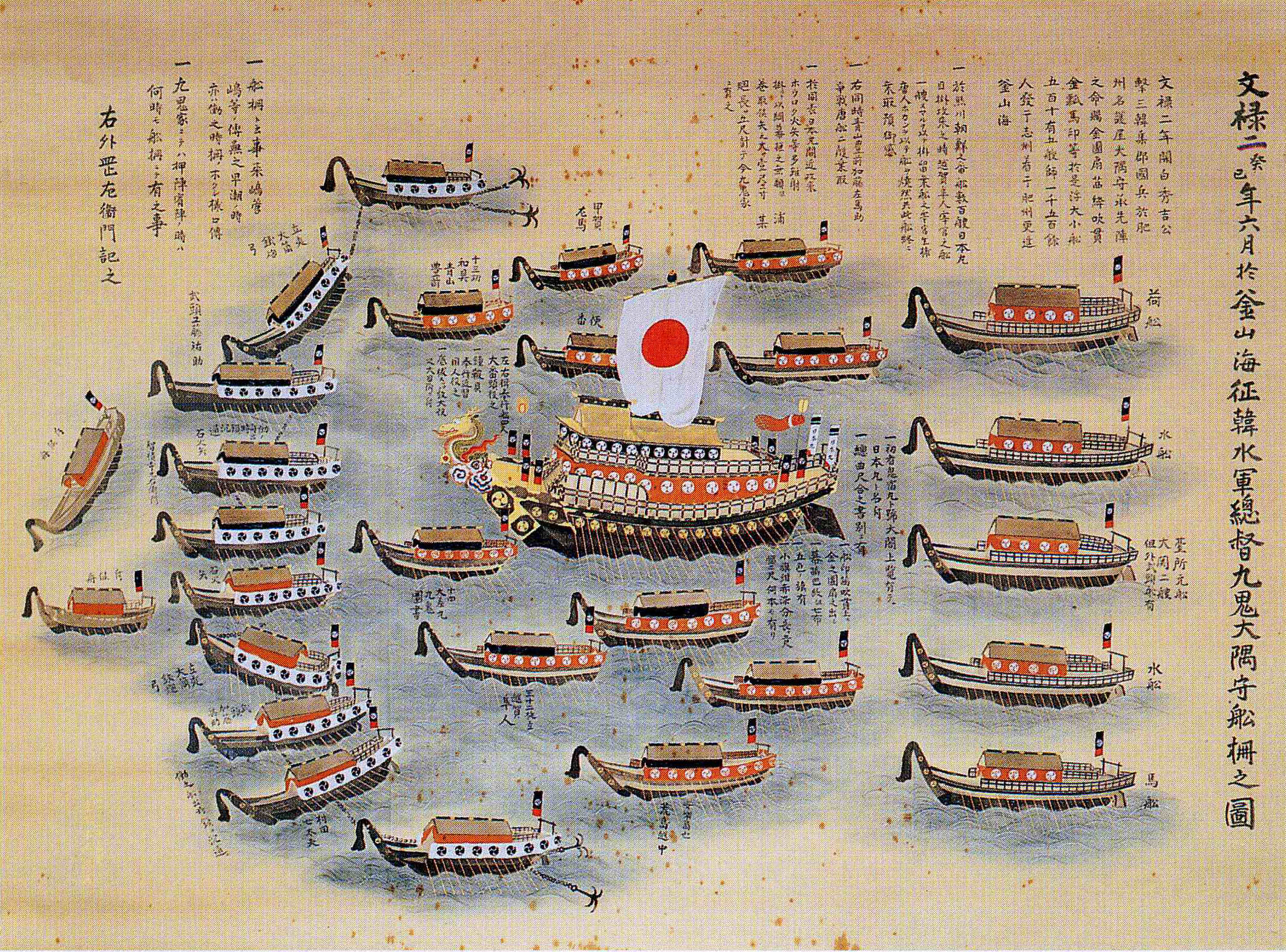
Flota japonesa.

Eran barcos de formidable tamaño y que proporcionaba protección a los arcabuceros de disparaban desde sus numerosas troneras. Sin embargo eran poca cosa para los barcos coreanos debido a su pobre artillería.

## Batalla
El 8 de julio de 1592, 23 barcos del escuadrón de Yi y 3 de Won Kyun cayeron sobre la flota japonesa anclada bajo las alturas de Sacheon. Yi conocía las fuerzas de su enemigo gracias a la información recibida de pescadores y refugiados.
Yi observó que los 12 grandes atakebune japoneses estaban anclados en la orilla y que la marea se encontraba en bajamar.
Por suerte para Yi, los japoneses sentían un gran desprecio hacia los coreanos como guerreros.
Los barcos de Yi lanzaron un amago de ataque para poco después fingir una retirada hacia mar abierto y los japoneses empezaron a perseguirlos con escaso orden. Yi Sun Sin escribió en su diario:
Los barcos enemigos siguieron persiguiendo a los nuestros hasta que llegaron a mar abierto. Nuestros barcos siguieron avanzando con el rugir de sus cañones haciendo añicos a dos o tres barcos enemigos, aterrorizados, huyeron en todas las direcciones con gran confusión.
La potencia de fuego superior coreana había permitido a las fuerzas de Yi destruir varios barcos enemigos antes de que estos pudieran responder pues, los barcos coreanos, se encontraban fuera del alcance del fuego japonés.
Si los soldados japoneses no se encontraban ya bastante confusos y desorganizados, el barco tortuga coreano se coló entre sus barcos provocando el pánico entre las tripulaciones japonesas ya que este barco podía dispararles desde todos sus lados y eran incapaces de abordarlo.
Al caer la noche la flota japonesa había sido totalmente destruida por la astucia de Yi y la superioridad artillera de la flota coreana.

## Consecuencias
La batalla probo lo que Yi Sun Sin ya sabía y era que la única posibilidad que poseía Corea para enfrentarse a Japón era la de cortar la línea de suministros de los japoneses y que la flota coreana estaba capacitada para ello al ser muy superior a la flota enemiga.